# La vida padre
La vida padre es una comedia española de 2022 dirigida por Joaquín Mazón a partir de un guion de Joaquín Oristrell. Está protagonizada por Enric Auquer y Karra Elejalde junto a Megan Montaner.

## Argumento
La ficción se desarrolla en Bilbao. Mikel, un joven cocinero, se reencuentra con su padre Juan, desaparecido hace 30 años. Mientras trata de mantener a flote su restaurante, tiene que hacerse cargo de los desvaríos de Juan, un excocinero que sufre una condición mental que le impide reconocer el citado desfase temporal y a su hijo Mikel.

## Reparto
- Karra Elejalde como Juan Intxausti.[3]
- Enric Auquer como Mikel Intxausti.[3]
- Megan Montaner como Nagore Mondragón.[3]
- Lander Otaola como Ander Intxausti.[4]
- Maribel Salas como Rosa, la mujer de Juan.[4]
- Gorka Aguinagalde como Ignacio Lizarraga.[4]
- Manuel Burque como inspector de la Guía Michelin.[4]
- Yanet Sierra, como Altagracia/Irina.[5]
- María Córdoba como celadora psiquiátrico.

El resto del reparto lo componen: Unax Hayden, Javier Merino, Karmele Aranburu, Josu Angulo Anthonisen, Santi Ugalde, Gemma Martínez, Ismael Artalejo ,Usue Álvarez, Raquel Villarejo Hervás, Iker Galartza, Óscar Reyes, Íñigo Asiáin, Ioritz Benito, Jokin Oregi, Mitxel Santamarina, Jaione Azcona.Ismael Artalejo

## Producción
El guion fue escrito por Joaquín Oristrell. La película ha estado producida por MOD Pictures, MOD Producciones, Kowalski Films y Lavipa Films, con la participación de Movistar+, RTVE y ETB. Fue rodado en Bilbao.

## Estreno
La película se estrenó mundialmente en el Museo Guggenheim Bilbao el 8 de septiembre de 2022. Distribuida por Paramount Pictures España, se estrenó en cines en España el 16 de septiembre de 2022.

## Recepción
Marta Medina de El Confidencial consideró que la película es "una comedia suave con un toque de drama y emoción" que ofrece al público "una hora y media de entretenimiento entrañable con pocas pretensiones más que entretener y emocionar".
Raquel Hernández Luján de HobbyConsolas calificó la película con 67 puntos sobre 100 ("aceptable"), destacando al dúo principal que presenta una química increíble, considerando que, salvo un par de gags tonales fuera de lugar que no tienen ninguna gracia, la película cumple su propósito. Por lo demás también presenta un buen cierre.
Pablo Vázquez de Fotogramas la calificó con 3 estrellas sobre 5, considerando meritorio el equilibrio logrado entre la risa y el desencanto, destacando como lo mejor de la película a la dupla de Elejalde y Auquer, y señalando como defectos elementos como el amor sordo subtrama y el juego limitado obtenido del elenco de apoyo.
Andrea G. Bermejo de Cinemanía la calificó con 3 de 5 estrellas, considerando a Auquer y Elejalde como el "plato principal" de la película "sentirse bien".
Manuel J. Lombardo de Diario de Sevilla calificó la película con 3 estrellas sobre 5, valorando la película como una comedia situacional edípica con la alta cocina como telón de fondo paródico y un estupendo Karra Elejalde como espectáculo principal.